# Matra MS660

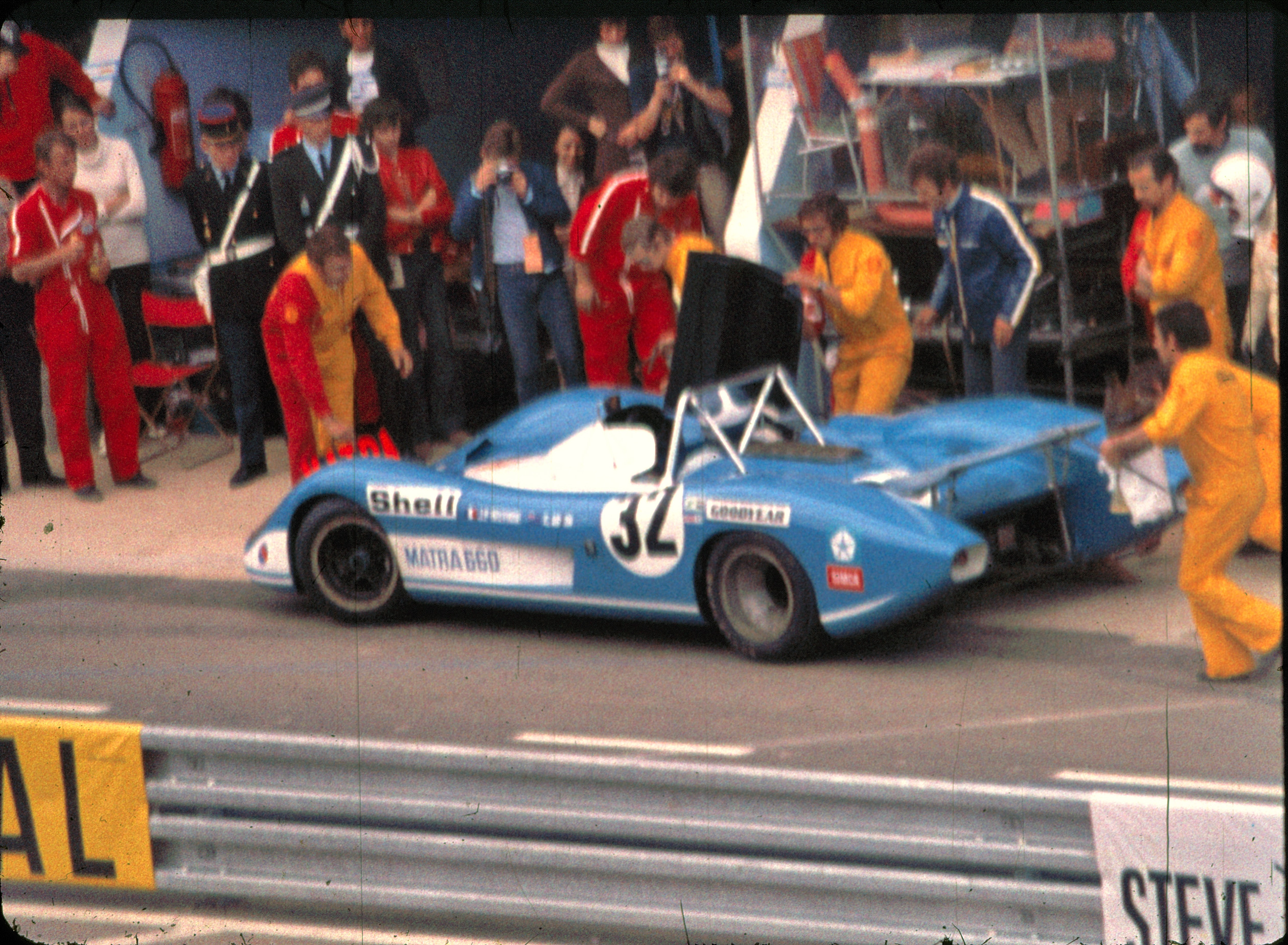
Jean-Pierre Beltoise im Matra MS660, beim Boxenstopp während des 24-Stunden-Rennens von Le Mans 1971

Der Matra MS660 war ein Sportwagen-Prototyp, den Matra von 1969 bis 1972 in der Sportwagen-Weltmeisterschaft einsetzte.

## Renngeschichte
Der MS660 war das Nachfolgemodell des MS650. Der MS660 hatte im Unterschied zum MS650, der noch einen Gitterrohrrahmen hatte, ein Monocoque-Chassis. Der 12-Zylinder-Motor stammte, wie beim MS650, aus dem Formel-1-Matra-MS11. Sein Renndebüt hatte der MS660 1970 in Le Mans. Neben zwei MS650 wurde nur ein MS660 eingesetzt, der von den beiden langjährigen Werksfahrern Jean-Pierre Beltoise und Henri Pescarolo gesteuert wurde. Das Rennen wurde für Matra zum vollständigen Desaster, da alle drei Werkswagen in der siebten Rennstunde mit Motorschäden ausfielen. Nach dem Rennen stellte sich heraus, dass die Defekte durch schadhafte Kolbenringe verursacht wurden.
Ende 1970 gab es den ersten und einzigen Rennsieg für den MS660 bei einem Sportwagenrennen. Der dreifache Formel-1-Weltmeister Jack Brabham, der 1970 für Matra auch in Le Mans am Start war, und François Cevert siegten beim 1000-km-Rennen von Paris in Montlhéry.
1971 kam der Rennwagentyp zu traurigen Ehren, als Jean-Pierre Beltoise beim 1000-km-Rennen von Buenos Aires damit einen folgenschweren Ausfall hatte. In der 35. Runde ging dem an fünfter Stelle liegenden Beltoise knapp vor den Boxen das Benzin aus. Da es nur noch wenige hundert Meter bis zur Boxenanlage waren, entschloss sich Beltoise den MS660 dorthin zu schieben, um nachtanken zu lassen und das Fahrzeug an seinen Teamkollegen Jean-Pierre Jabouille zu übergeben. Der italienische Ferrari-Pilot Ignazio Giunti lag zu diesem Zeitpunkt an der zweiten Stelle und hatte die Ausfallstelle, gewarnt durch Flaggenposten, bereits zweimal passiert. Beltoise musste den Wagen aber über die Strecke schieben, um die Boxen zu erreichen. Damit hatte Giunti offensichtlich nicht gerechnet, der genau an besagter Stelle einen vor ihm fahrenden Porsche 917 überholen wollte und dabei frontal in den plötzlich auf der Straße stehenden Matra prallte. Der Ferrari 512S ging in Flammen auf und Giunti starb noch an der Unfallstelle.
In Le Mans meldete Matra 1971 nur einen MS660, da gegen die starke Konkurrenz von Porsche und Ferrari mit ihren 5-Liter-Rennwagen ein Gesamtsieg schon vorab nicht möglich schien. Wieder gab es einen Ausfall. Beltoise und dessen Rennpartner Chris Amon mussten ihren MS660 nach 149 gefahrenen Runden knapp vor 2 Uhr morgens mit einem Defekt an der Benzineinspritzung abstellen.
Am Ende des Jahres wurden die defektanfälligen Fahrzeuge sukzessive (in  Le Mans war 1972 noch einmal ein MS660 mit David Hobbs und Jean-Pierre Jabouille am Start; Ausfall durch Kupplungsschaden) durch das neue Modell MS670 ersetzt, mit dem Matra 1972 den ersten Triumph in Le Mans feierte.